# Caletor sumbawanus
Caletor sumbawanus is een hooiwagen uit de familie Epedanidae. De originele naamcombinatie (protoniem) was Caletor sumbawanus Roewer, 1938. Een volgende naamrecombinatie in sommige online bronnen was Epedanus sumbawanus, maar blijkbaar niet overgenomen in taxonomische publicaties.